# Šime Fantela
Šime Fantela (Zadar, Yugoslavia, 19 de enero de 1986) es un deportista croata que compite en vela en las clases 470 y 49er. Su hermano Mihovil compite en el mismo deporte.
Participó en cuatro Juegos Olímpicos de Verano, entre los años 2008 y 2020, obteniendo una medalla de oro en Río de Janeiro 2016, en la clase 470 (junto con Igor Marenić), el sexto lugar en Londres 2012 (470) y el octavo en Tokio 2020 (49er).
Ganó siete medallas en el Campeonato Mundial de 470 entre los años 2009 y 2016, y seis medallas en el Campeonato Europeo de 470 entre los años 2009 y 2016. Además, ganó dos medallas en el Campeonato Mundial de 49er, oro en 2018 y bronce en 2022, y una medalla de bronce en el Campeonato Europeo de 49er de 2020.

## Palmarés internacional
| Juegos Olímpicos   | Juegos Olímpicos           | Juegos Olímpicos  | Juegos Olímpicos |
| Año                | Lugar                      | Medalla           | Clase            |
| ------------------ | -------------------------- | ----------------- | ---------------- |
| 2016               | Río de Janeiro (Brasil)    | Medalla de oro    | 470              |
| Campeonato Mundial |                            |                   |                  |
| Año                | Lugar                      | Medalla           | Clase            |
| 2009               | Rungsted (Dinamarca)       | Medalla de oro    | 470              |
| 2010               | La Haya (Países Bajos)     | Medalla de bronce | 470              |
| 2011               | Perth (Australia)          | Medalla de bronce | 470              |
| 2012               | Barcelona (España)         | Medalla de bronce | 470              |
| 2014               | Santander (España)         | Medalla de plata  | 470              |
| 2015               | Haifa (Israel)             | Medalla de plata  | 470              |
| 2016               | San Isidro (Argentina)     | Medalla de oro    | 470              |
| Campeonato Europeo |                            |                   |                  |
| Año                | Lugar                      | Medalla           | Clase            |
| 2009               | Traunsee (Austria)         | Medalla de oro    | 470              |
| 2011               | Helsinki (Finlandia)       | Medalla de oro    | 470              |
| 2012               | Largs (Reino Unido)        | Medalla de oro    | 470              |
| 2013               | Formia (Italia)            | Medalla de bronce | 470              |
| 2014               | Atenas (Grecia)            | Medalla de bronce | 470              |
| 2016               | Palma de Mallorca (España) | Medalla de plata  | 470              |

| Campeonato Mundial | Campeonato Mundial         | Campeonato Mundial | Campeonato Mundial |
| Año                | Lugar                      | Medalla            | Clase              |
| ------------------ | -------------------------- | ------------------ | ------------------ |
| 2018               | Aarhus (Dinamarca)         | Medalla de oro     | 49er               |
| 2022               | St. Margarets Bay (Canadá) | Medalla de bronce  | 49er               |
| Campeonato Europeo |                            |                    |                    |
| Año                | Lugar                      | Medalla            | Clase              |
| 2020               | Attersee (Austria)         | Medalla de bronce  | 49er               |